# Махайя
Махайя (англ. Mahajjah, араб. محجة) — місто в Сирії, що складає невеличку друзьку общину в нохії Ізра, яка входить до складу мінтаки Ізра в південній сирійській мухафазі Дара.